# Levenestenen

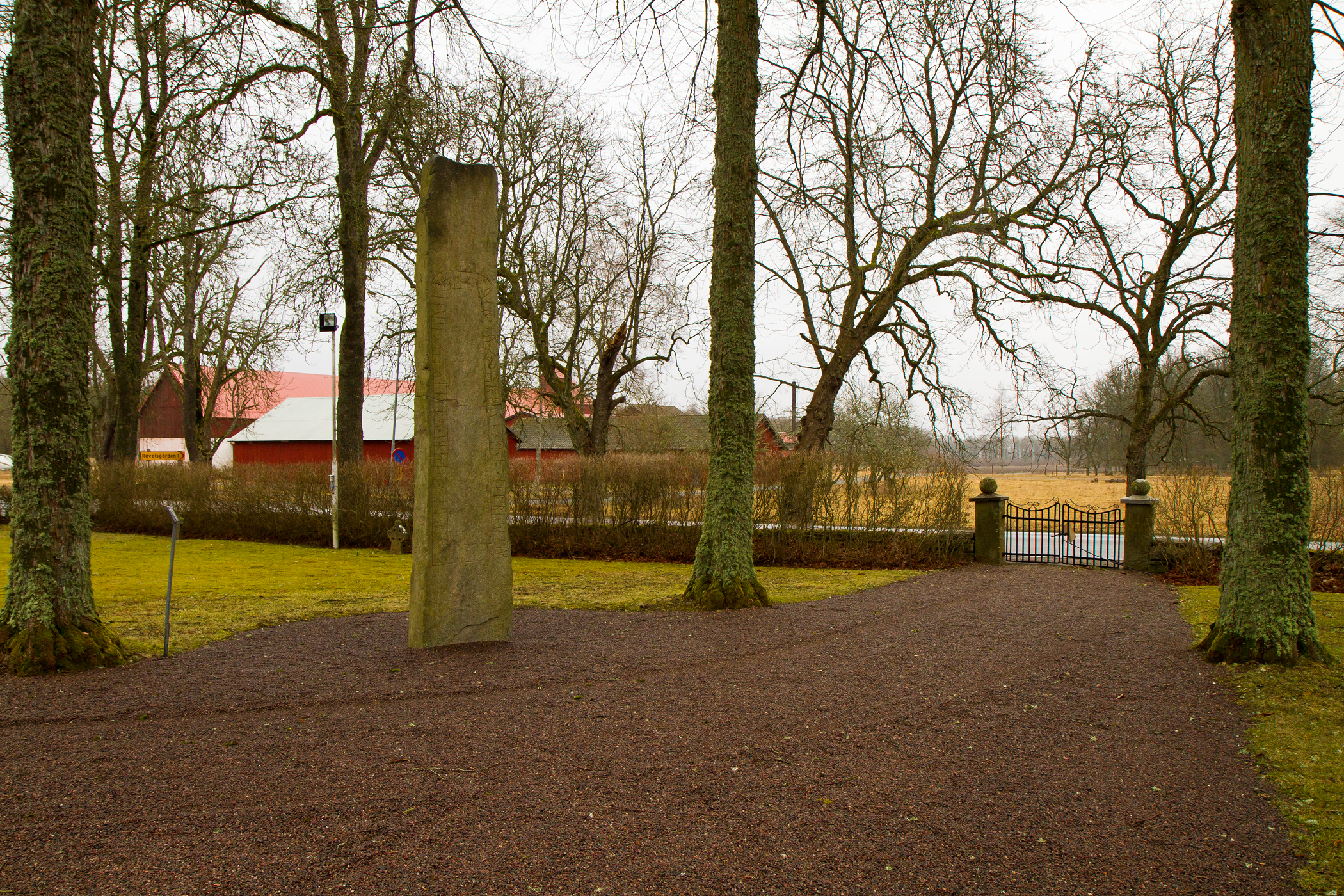
Levenestenen, mars 2012

Levenestenen, med signum Vg 117, är Sveriges högsta runsten. Den står utanför Stora Levene kyrka i Stora Levene, i dagens Vara kommun, Västergötland.

## Stenen
Runstenen som är hela 4,6 meter hög påträffades 1927 i kyrkans västgavel. Den var då sönderslagen i två delar och inmurad i vapenhusets inre vägg, ett par delar syntes dock på var sida om kyrkans ingång. Den pelarlika runstenen befriades och restes på sin nuvarande plats utmed kyrkans långa, grusade infart. På stenens baksida finns ett inristat ornament i form av ett kristet kors i Ringerikestil. Materialet är granit.
Runbandet löper i en romansk båge med rak bottenplatta och motivet är placerat på stenens mitt. Den från runor översatta texten följer nedan:

## Inskriften
Runsvenska: × he(r)lfR × risþi × stin : eftiR × sunu × sina × uar × auk × þurgut × kuþ × halbi × selu × þiRa × uel þi...
Nusvenska: Härulv reste stenen efter sina söner Var och Torgöt. Gud hjälpe deras själar väl.

## Se även

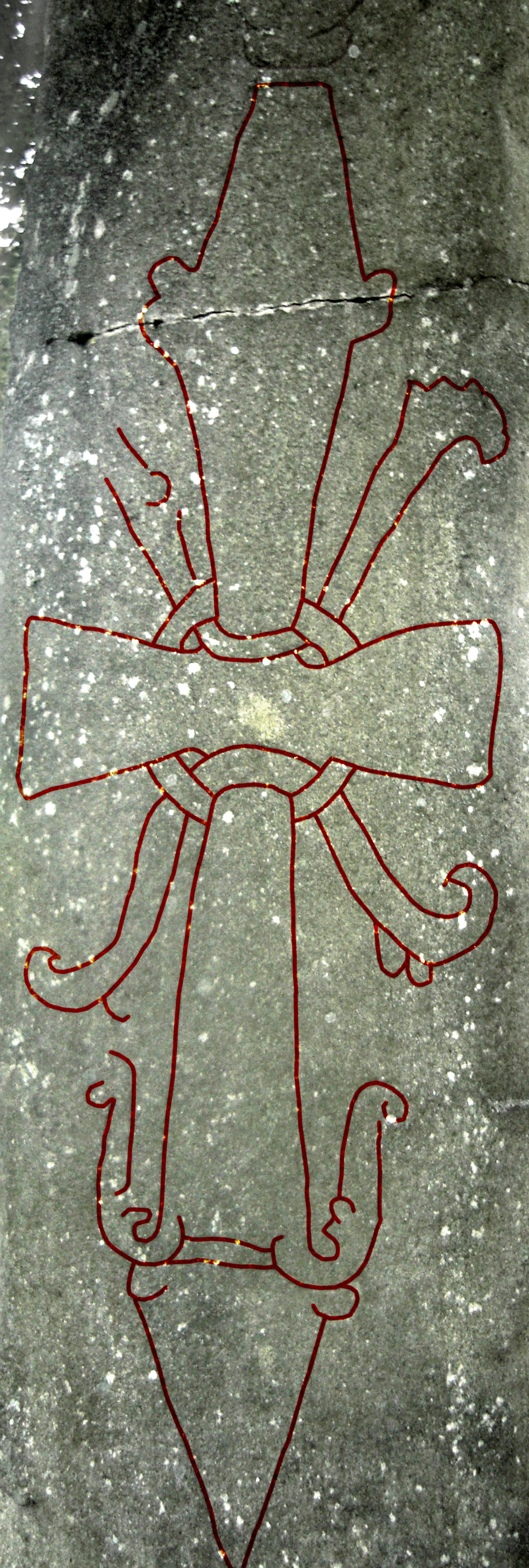
Stenens flätade ringkors